# Костадин Костадинов (учен)
Костадин Грозев Костадинов е български учен, професор по роботика и мехатроника към Българската академия на науките (БАН). В периода 2014 – 2016 г. е заместник-министър на образованието в кабинета „Борисов 2“, а от 2017 до 2021 г. е съветник на министъра на образованието. Председател на СГЕРБ - София.

## Биография
Костадин Костадинов е роден на 27 ноември 1955 г. в Свиленград. Завършва специалности „магистър-електроинженер“ и „магистър-инженер по роботика“ в Техническия университет в София. През 1994 г. добива докторска степен по приложна механика. Участва в множество научни форуми в България, Германия, Швейцария, Полша и др.

### Научна дейност
През ноември 2008 г. проф. Костадин Костадинов е избран за научен секретар на БАН, отговарящ за научното направление „Информационни и комуникационни технологии“, както и за трансфера на технологии и иновации. След изтичане на мандата му през 2013 г. е назначен за ръководител на звено за интелектуална собственост и трансфер на технологии към Института по полимери – БАН. Костадинов има над 100 публикации, 20 патента и редица награди. Изследванията му са съсредоточени в областта на роботиката, микро- и нанотехнологиите, както и биологията. Съосновател е на компания „Микрона“. Работи като експерт по трансфер на технологиите и иновациите за фондация „ГИС-ТрансферЦентър“.
На 18 ноември 2022 г. името му е вписано в „Златната книга“, в която се попълват имената на най-изявените български откриватели и изобретатели.

### Политическа дейност
През 1990 г. проф. Костадинов участва в учредяването на политическа партия Консервативна партия в България. През 2006 г. става съучредител на ПП ГЕРБ. Съветник е на министъра на образованието Йорданка Фандъкова от 17 август 2009 г. до 4 януари 2010 г. В периода 12 ноември 2014 г. – 30 март 2016 г. е заместник-министър на образованието във втория кабинет на Бойко Борисов. Част е от екипа на министъра на образованието Тодор Танев (Реформаторски блок). От 6 юни 2017 г. до 11 май 2021 г. е съветник на министъра на образованието Красимир Вълчев.

## Избрани публикации
- Mechatronics: An approach to go inside.   Universitatea „Dunărea de Jos“, December 1997.[3]
- Impedance Scalling Approach For Teleoperation Robot Control.   October 2006.[4]
- Hydro-MiNTS Approach for Development of Integrated Microrobotic System for Innovative Micro &Nano Biomedical Applications //  XII Int. Conference on Systems, Automatic control and Measurements.   17 – 24 с.[5]
- Hydro-Mina Robot Technology for Micro and Nano Manipulation in Manufacturing of Micro Products //  Mobile Intelligent Autonomous Systems.   с. 409 – 420.[6]
- Impedance Approach For Conceptual Design Of Mechatronic Systems.   November 2007.[7]